# BMW X2
BMW X2 — це компактний SUV з кузовом типу купе компанії BMW. Серійне виробництво автомобіля почалося в 2017 році, продажі почалися в 2018 році. Концепт-кар моделі дебютував восени 2016 року на Паризькому автосалоні.
Модель було оновлено декілька разів. У 2019 році дебютувала спортивна модель M35i. У цьому ж році стандартні моделі отримали розширений перелік оснащення, включно з Apple CarPlay, навігацією, попередженням про можливе зіткнення, попередженням про виїзд за межі смуги руху і сенсорами паркування. Майбутні моделі замість 6.5-дюймового екрану інформаційно-розважальної системи матимуть 8.8-дюймовий.

## Перше покоління (F39; 2017-2022)

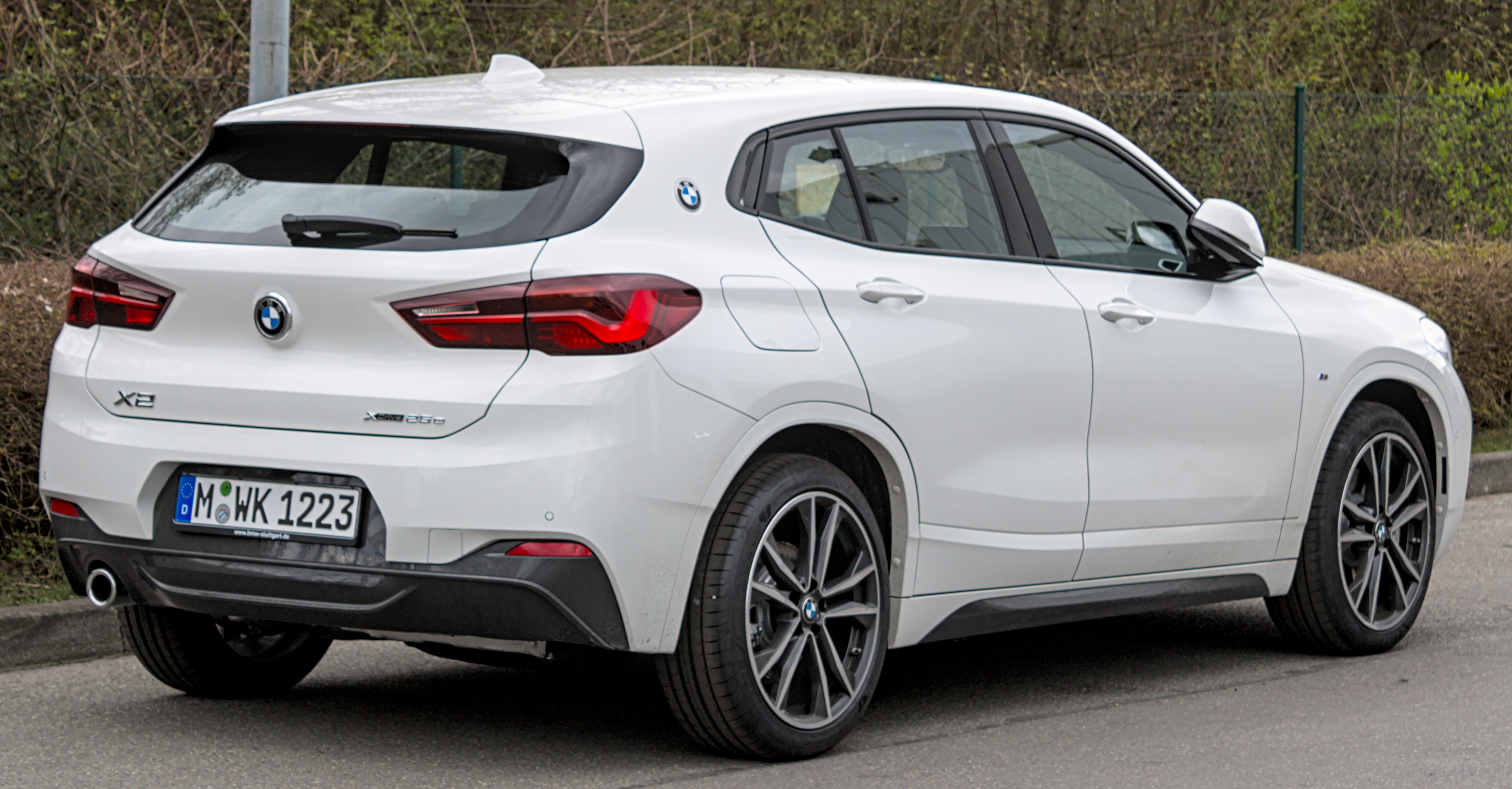
BMW X2 xDrive 28i

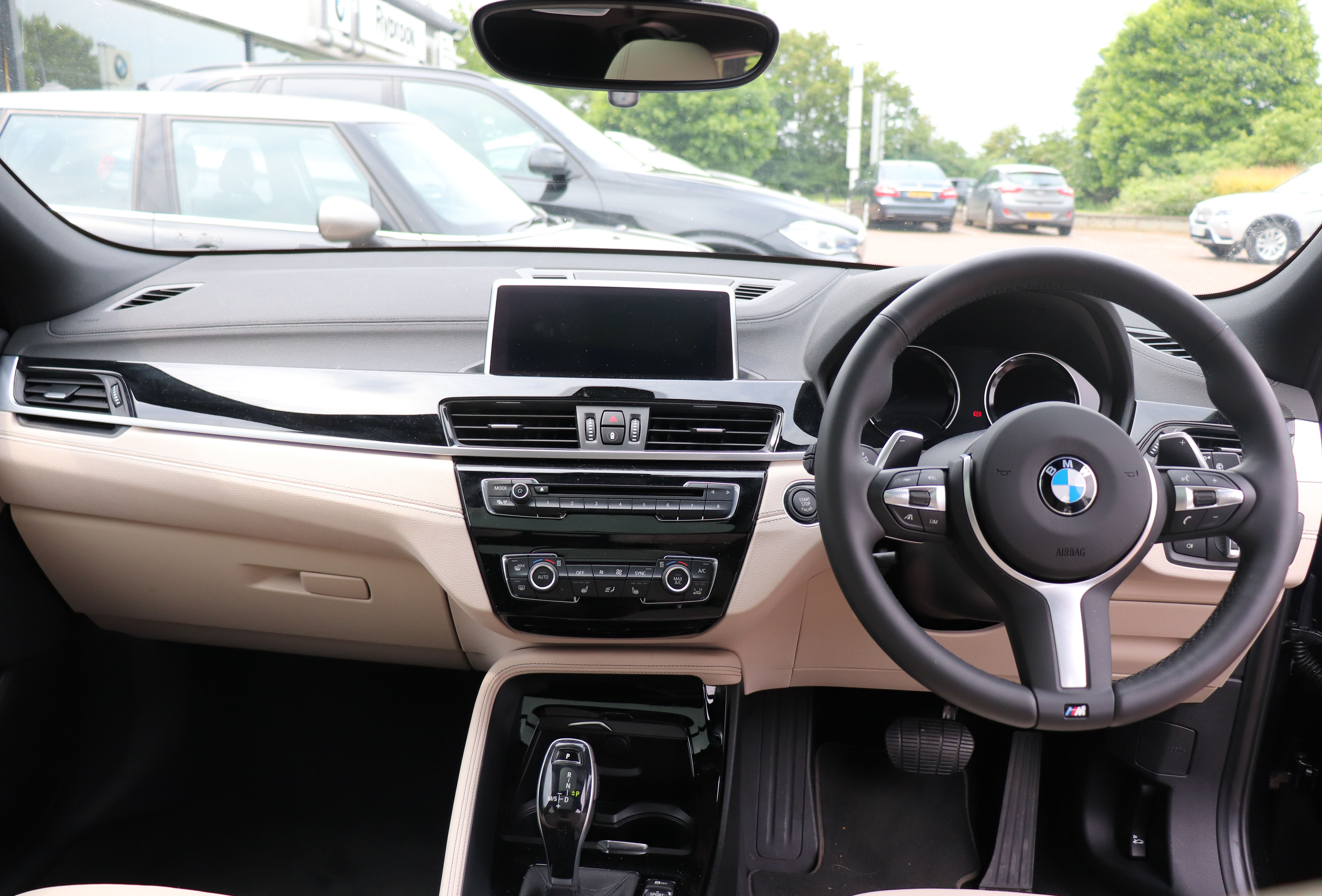
BMW X2 xDrive 20d M Sport X Automatic

В основу автомобіля лягла модульна платформа UKL2 з поперечним розташуванням двигуна. Спереду тут встановлені стійки McPherson, в підвісці поєднуються сталь і алюміній, а ззаду встановлена сталева багатоважільна підвіска з рознесеними пружинами і амортизаторами.
Автомобіль отримає постійний повний привод з муфтою підключення задньої осі, три-і чотирициліндрові бензинові і дизельні мотори потужністю 116-231 к.с. Топова версія M25i буде оснащена 300-сильним турбодвигуном. Високопродуктивна модель BMW X2 М 2021 року набирає 100 км/год за 4.7 секунд після старту. 
Залежно від виконання діаметр коліс варіюється від 17 до 20 дюймів. Коефіцієнт аеродинамічного опору рівний 0,28-0,29.
Виробництво нового паркетника почнуть на тому ж заводі BMW в німецькому Регенсбурзі, де випускають модель X1.
Усі версії Х2 2022 року оснащені фірмовою інформаційно-розважальною системою BMW iDrive зі стандартними Apple CarPlay, Bluetooth, HD Radio та навігацією.

### Двигуни
- 1.5 л B38 Р3 turbo 136 к.с.
- 1.5 л B38 Р3 turbo 140 к.с.
- 2.0 л B48 Р4 turbo 178 к.с.
- 2.0 л B48 Р4 turbo 192 к.с.
- 2.0 л B48 Р4 turbo 231 к.с.
- 2.0 л B48 Р4 turbo 306 к.с.
- 1.5 л B37 Р4 Diesel turbo 116 к.с.
- 2.0 л B47 Р4 Diesel turbo 150 к.с.
- 2.0 л B47 Р4 Diesel turbo 190 к.с.
- 2.0 л B47 Р4 Diesel turbo 231 к.с.
- 1.5 л B38 Р3 turbo + електродвигун 220 к.с.

## Друге покоління (U10; з 2023)

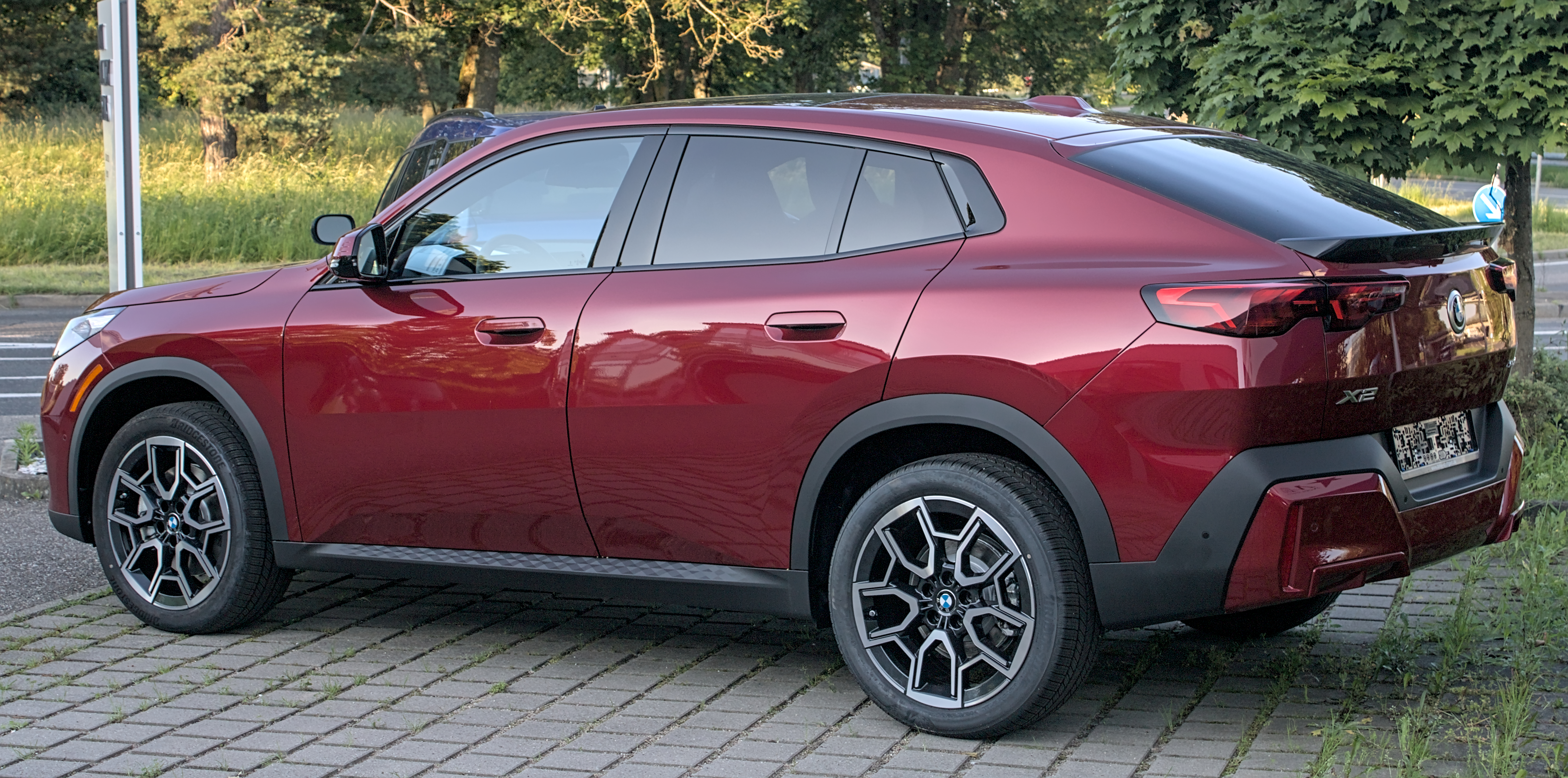
BMW iX2 xDrive30

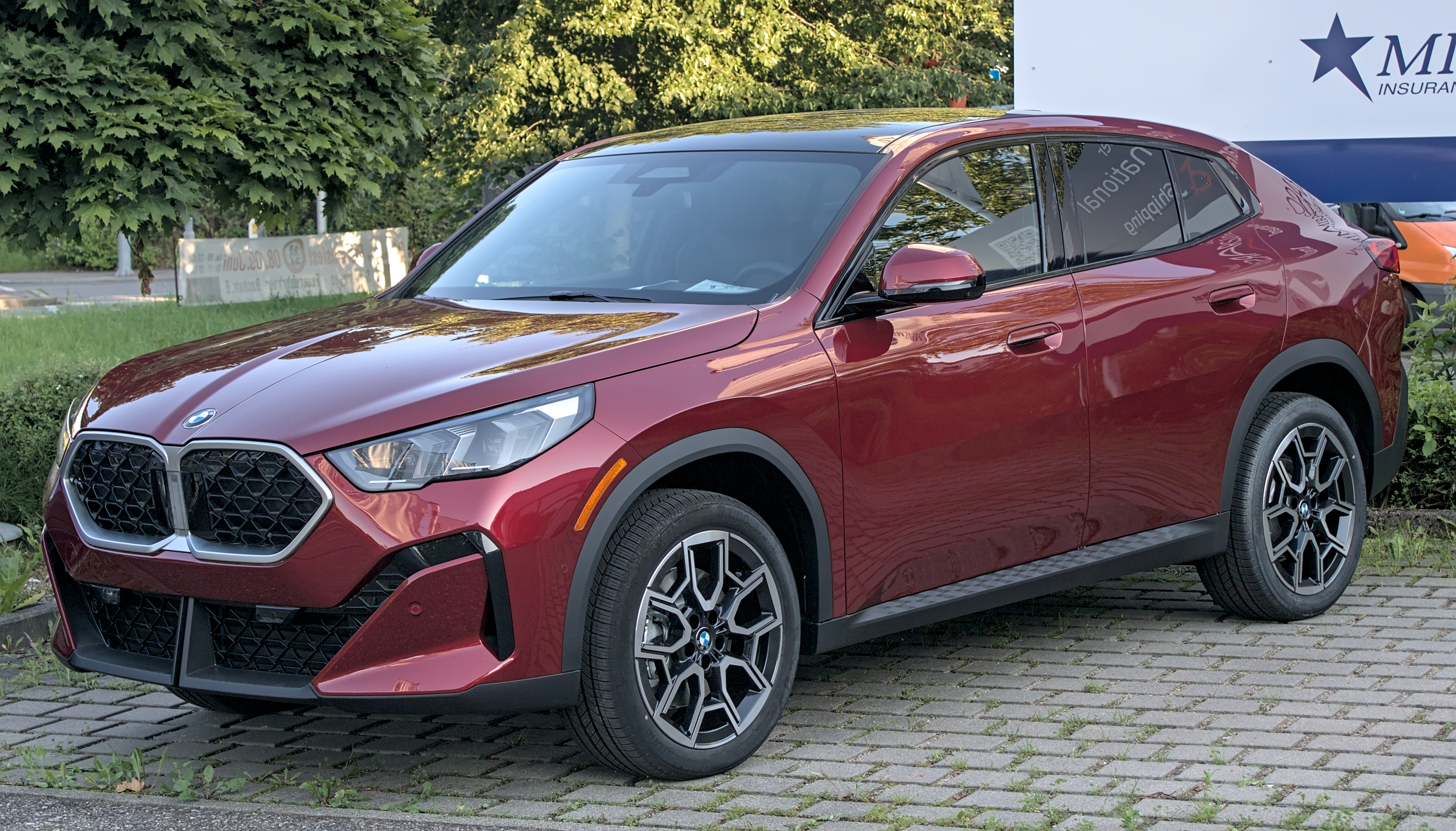
BMW iX2 xDrive30

BMW X2 другого покоління був представлений 11 жовтня 2023 року, а до бензинового варіанту приєднається повністю електричний iX2, перш ніж вони надійдуть у продаж на початку 2024 року.

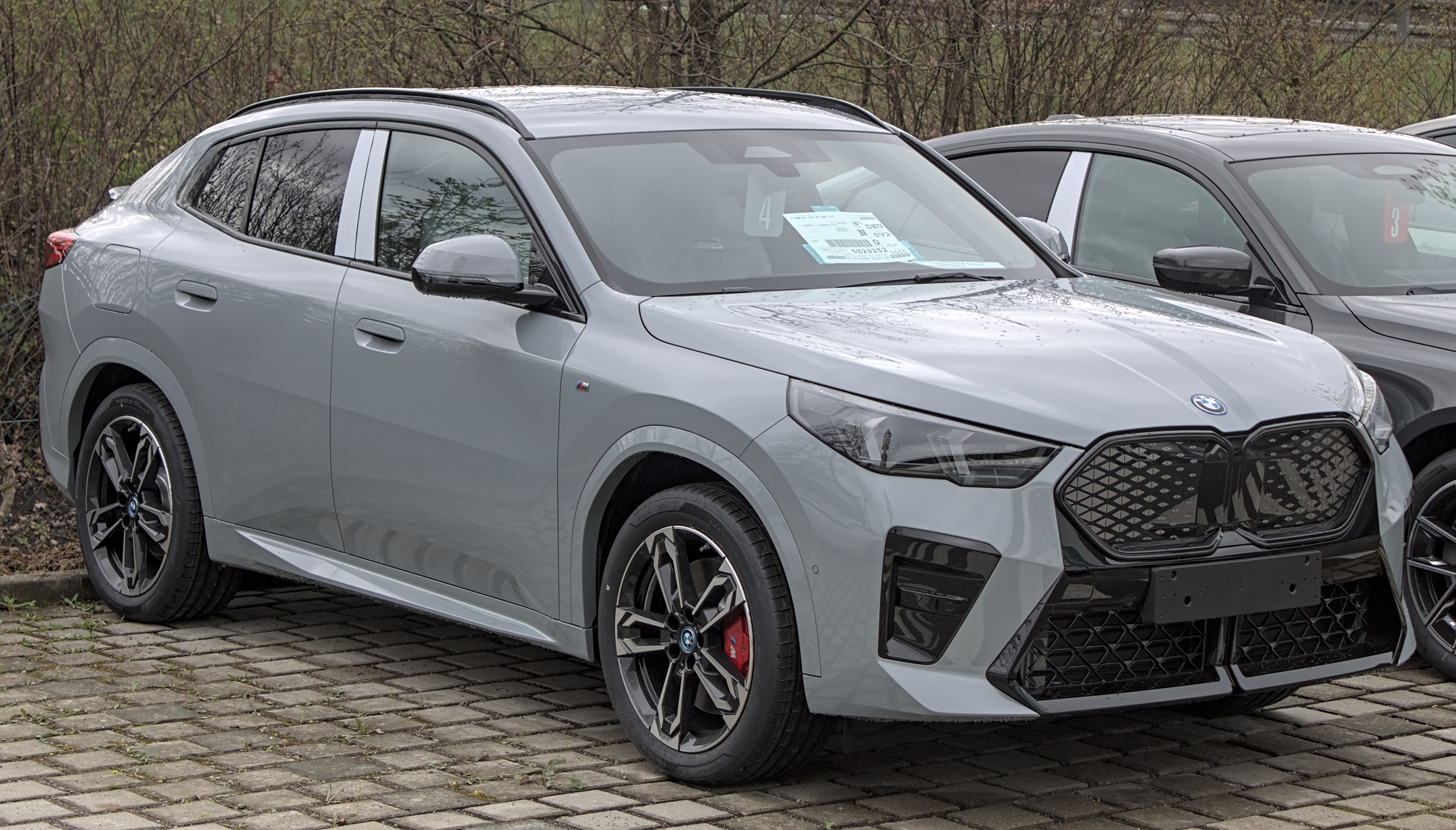
BMW iX2 xDrive30

BMW X2 і iX2 будуть представлені публіці на Японській виставці мобільності в Токіо 26 жовтня 2023 року. Поставки в салони США почнуться в березні 2024 року.

### Двигуни
Бензинові:
- 1.5 L B38 turbo I3 mild hybrid
- 2.0 L B48 turbo I4

Дизельні:
- 2.0 L B47 turbo I4
- 2.0 L B47 twin-turbo I4 mild hybrid

Електричні:
- 66.5/64.8 (всього/використання) кВт (iX2)

## Виробництво і продаж
| рік  | виробництво | продаж | продаж |
| рік  | виробництво | Європа | США    |
| ---- | ----------- | ------ | ------ |
| 2017 |             | 245    |        |
| 2018 | 67,576      | 36,484 | 16,154 |
| 2019 | 91,812      | 45,126 | 11,293 |
| 2020 | 74,229      | 32,745 | 7,387  |